# Pilz (przedsiębiorstwo)
Pilz GmbH & Co. KG – przedsiębiorstwo działające w branży techniki automatyzacji z siedzibą w Ostfildern w Niemczech. Jest ona reprezentowana przez swoje oddziały oraz filie w 40 różnych krajach.
Przedsiębiorstwo zostało założone w 1948 roku przez Hermanna Pilza w Esslingen i początkowo zajmowało się termiczną obróbką szkła. Jednymi z pierwszych produktów były: szklany aparat techniki medycznej oraz rtęciowe przekaźniki do zastosowań przemysłowych.
W roku 1960 kierownictwo przejął Peter, syn Hermanna, który przekształcił i rozwinął zakład w producenta narzędzi elektronicznej kontroli i nadzoru oraz programowalne sterowniki logiczne.
W 1987 r. przedsiębiorstwo rozpoczęło produkcję przekaźników bezpieczeństwa PNOZ oraz systemów awaryjnego zatrzymywania. Systemy kontroli PSS powstały w latach 90 XX w.
Inne produkty i usługi oferowane przez Pilz to technika czujników, bezprzewodowe systemy przemysłowe, usługi związane z bezpieczeństwem maszyn oraz szkolenia.
Pilz GmbH & Co.KG jest przedsiębiorstwem rodzinnym, w pełni należące do rodziny Pilz i Kunschert. Pod koniec 2017 roku, prezes zarządu Renate Pilz odeszła na emeryturę. Od 2018 r. zarząd spółki tworzą Susanne Kunschert i Thomas Pilz.